# Joanne Carter
Joanne 'Jo' Carter (nacida el 17 de abril de 1980 en Sydney) es una patinadora artística australiana. Ella fue campeona nacional en 2007 de Australia en su deporte. Ella patina en Canternbury, Norwest y Macquarie. Ella comenzó a patinar a los 4 años de edad y pasó a representar a Australia en los Juegos Olímpicos de Invierno de 1998 y los Juegos Olímpicos de Invierno de 2006. Ella finalizó en el 25° puesto en Torino.
Carter perdió la temporada de 1999-2000 debido a una lesión de rodilla.

## Programas
| Temporada | Programa corto                                                     | Patinaje libre |
| --------- | ------------------------------------------------------------------ | --- |
| 2006–2007 | - Russian Gypsy Fire por Talisman                                  | - Cubeman por René Dupéré |

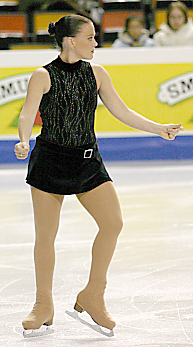
En la edición del 2004 del Campeonato de los 4 Continentes.

| 2005–2006 | - Russian Gypsy Fire por Talisman                                  | - Tanguera - Nuevo tango: Hora Zero por Astor Piazzolla - Libertango por Astor Piazzolla                                                                                              |
| 2003–2004 | - La Bestia (música de cine) por Dave Cavanagh                     | - Red Shoe Tango de Red shoe diaries por George S. Clinton - Mambo accidental por Carlos Franzetti - Fuego oscuro por Strunz - Tango (del Cirque du Soleil) por René Dupéré           |
| 2002–2003 | - La Bestia (música de cine) por Dave Cavanagh                     | - Picante por Vanessa-Mae |
| 2000–2002 | - Puttin' On the Ritz por Irving Berlin (Orquesta de Terry Snyder) | - Zapato rojo (tango) (de Diarios de Zapato Rojo) por George Clinton - Mambo accidental por Carlos Franzetti - Fuego oscuro por Strunz - Tango (del Cirque du Soleil) por René Dupéré |